# 马尔科·维拉
马尔科·维拉（義大利語：Marco Villa，1969年2月8日—），意大利男子自行车运动员。他曾代表意大利参加2000年夏季奥林匹克运动会自行车比赛，获得男子麦迪逊赛铜牌。